# Yıldıray Koçal
Yıldıray Koçal (* 15. November 1990 in Rize) ist ein türkischer Fußballspieler, der für Keçiörengücü spielt.

## Karriere
Koçal kam in Rize auf die Welt und begann hier mit dem Vereinsfußball in der Jugend von Rize Kalespor. 2009 wechselte er in die Nachwuchsabteilung von Ankaraspor. Bereits ein Jahr später wurde er als Profispieler an den Viertligisten Keçiörengücü abgegeben, einem Zweitverein von Ankaraspor.
Bei Keçiörengücü gelang Koçal in seiner zweiten Saison der Durchbruch. So war er in der Saison 2011/12 mit 22 Ligatoren einer der erfolgreichsten Torschützen der Liga. In der Saison 2013/14 wurde er mit seinem Team Meister der TFF 3. Lig und stieg in die TFF 2. Lig. Koçal selbst steuerte zu diesem Erfolg 26 Tore zu und wurde Torschützenkönig der Liga.
Im Sommer 2014 kehrte er zwar zum Mutterverein Ankaraspor, dieser hatte sich in der Zwischenzeit in Osmanlıspor FK umbenannt, zurück, wurde aber nach dem vorsaisonalen Vorbereitungscamp als Leihspieler wieder an Keçiörengücü abgegeben. Zur nächsten Rückrunde wurde er wieder zu Osmanlıspor FK geholt. Mit diesem Verein beendete er die Saison als Vizemeisterschaft der TFF 1. Lig und stieg damit zwei Mal in Folge in die Süper Lig auf.
Für die Saison 2015/16 wurde Koçal an den Zweitligisten Altınordu Izmir ausgeliehen. Nachdem er von diesem Verein nach einer halben Saison zurückgekehrt war, lieh ihn sein Verein für den Rest der Spielzeit an Keçiörengücü aus.

## Erfolge
Mit Keçiörengücü
- Meister der TFF 3. Lig und Aufstieg in die TFF 2. Lig: 2013/14

Mit Osmanlıspor FK
- Vizemeister der TFF 1. Lig und Aufstieg in die Süper Lig: 2014/15